# Lichenohendersonia varians
Lichenohendersonia varians är en svampart som beskrevs av Calat. & Etayo 2001. Lichenohendersonia varians ingår i släktet Lichenohendersonia, divisionen sporsäcksvampar och riket svampar.   Inga underarter finns listade i Catalogue of Life.